# Гранд-Кото (Луїзіана)
Гранд-Кото (англ. Grand Coteau) — місто (англ. town) в США, в окрузі Сент-Ландрі штату Луїзіана. Населення — 776 осіб (2020).

## Географія
Гранд-Кото розташований за координатами 30°25′13″ пн. ш. 92°2′38″ зх. д. / 30.42028° пн. ш. 92.04389° зх. д. (30.420237, -92.043790).  За даними Бюро перепису населення США в 2010 році місто мало площу 6,27 км², уся площа — суходіл.

## Демографія
Згідно з переписом 2010 року, у місті мешкало 947 осіб у 361 домогосподарстві у складі 233 родин. Густота населення становила 151 особа/км².  Було 429 помешкань (68/км²).
Расовий склад населення:
| - 71,7 % — чорних або афроамериканців - 26,7 % — білих - 0,1 % — азіатів |

До двох чи більше рас належало 0,8 %. Частка іспаномовних становила 2,2 % від усіх жителів.
За віковим діапазоном населення розподілялося таким чином: 29,5 % — особи молодші 18 років, 56,0 % — особи у віці 18—64 років, 14,5 % — особи у віці 65 років та старші. Медіана віку мешканця становила 38,2 року. На 100 осіб жіночої статі у місті припадало 81,1 чоловіків;  на 100 жінок у віці від 18 років та старших — 70,0 чоловіків також старших 18 років.
Середній дохід на одне домашнє господарство  становив 40 034 долари США (медіана — 23 026), а середній дохід на одну сім'ю — 49 783 долари (медіана — 33 875). За межею бідності перебувало 25,6 % осіб, у тому числі 49,5 % дітей у віці до 18 років та 17,9 % осіб у віці 65 років та старших.
Цивільне працевлаштоване населення становило 342 особи. Основні галузі зайнятості: освіта, охорона здоров'я та соціальна допомога — 36,8 %, публічна адміністрація — 14,0 %, будівництво — 9,6 %, роздрібна торгівля — 8,8 %.